# Astephana
Astephana là một chi bướm đêm thuộc họ Noctuidae.